# Els Pobles Decideixen
Els Pobles Decideixen és una coalició política formada de cara a les eleccions al Parlament Europeu de 2014 i integrada per Euskal Herria Bildu (EH Bildu), Bloc Nacionalista Gallec (BNG), Puyalón, Andecha Astur, Alternativa Nacionalista Canària i Unitat del Poble. També va rebre el suport d'Euskal Herria Bai, formació que va decidir no presentar-se a aquestes eleccions, així com de Gorripidea, formació provinent de Zutik.
La coalició està formada per organitzacions de l'esquerra independentista i nacionalista del País Basc, Navarra, Galícia, Aragó, Astúries i Canàries amb l'objectiu comú d'aconseguir el dret a decidir dels diversos pobles de l'estat espanyol. El cap de llista serà Josu Juaristi d'EH Bildu, seguit d'Ana Miranda com a representant del BNG. Així mateix, l'escriptor Suso de Toro figura en el lloc 12 de la llista.
També es va estudiar la presència en aquesta coalició d'Esquerra Republicana de Catalunya, que va decidir presentar-se en coalició com a L'Esquerra pel Dret a Decidir, i de la Candidatura d'Unitat Popular i Nós-Unidade Popular, que finalment van declinar presentar-se a aquesta cita electoral.
A nivell europeu, Aralar, Eusko Alkartasuna (ambdós actualment integrats a EH Bildu) i el BNG són membres d'Aliança Lliure Europea, formació europea integrada al Parlament Europeu en el Grup d'Els Verds/Aliança Lliure Europea. Els tres partits es van presentar a les eleccions al Parlament Europeu de 2009 a la coalició Europa dels Pobles - Verds.

## Composició
| Partit | Partit                                 |
| ------ | -------------------------------------- |
|        | Euskal Herria Bildu (EH Bildu)         |
|        | Bloc Nacionalista Gallec (BNG)         |
|        | Andecha Astur (Andecha)                |
|        | Puyalón de Cuchas (Puyalón)            |
|        | Unitat del Poble (UP)                  |
|        | Alternativa Nacionalista Canària (ANC) |

## Resultats electorals
| Parlament Europeu |         |       |      |        |     |
| Any               | Vots    | %     | Pos. | Escons | +/– |
| 2014              | 326,464 | 2.08% | 9è   | 1 / 54 | 1   |